# Saut en hauteur féminin aux championnats du monde d'athlétisme 1999
L'épreuve de saut en hauteur féminin des championnats du monde d'athlétisme de 1999 se déroule les 27 et 29 août 1999 au Stade olympique de Séville en Andalousie et Espagne (Europe), remportée par l'Ukrainienne Inga Babakova.
Navigation
Édition précédente Édition suivante

## Résultats

### Finale
| Rang               | Athlète                 | Pays       | Essais | Essais | Essais | Essais | Essais | Essais | Marque | Notes |
| Rang               | Athlète                 | Pays       | 1,85m  | 1,90m  | 1,93m  | 1,96m  | 1,99m  | 2,01m  | Marque | Notes |
| ------------------ | ----------------------- | ---------- | ------ | ------ | ------ | ------ | ------ | ------ | ------ | ----- |
| Médaille d'or      | Inga Babakova           | Ukraine    | o      | o      | o      | o      | o      | xxx    | 1,99 m |       |
| Médaille d'argent  | Yelena Yelesina         | Russie     | o      | o      | o      | o      | xo     | xxx    | 1,99 m |       |
| Médaille de bronze | Svetlana Lapina         | Russie     | o      | o      | xxo    | xxo    | xxo    | xxx    | 1,99 m | PB    |
| 4                  | Tisha Waller            | États-Unis | o      | o      | o      | o      | xxx    |        | 1,96 m |       |
| 4                  | Kajsa Bergqvist         | Suède      | o      | o      | o      | o      | xxx    |        | 1,96 m |       |
| 4                  | Zuzana Hlavoňová        | Tchéquie   | o      | o      | o      | o      | xxx    |        | 1,96 m |       |
| 7                  | Viktoriya Styopina      | Ukraine    |        |        |        |        |        |        | 1,96 m | PB    |
| 8                  | Svetlana Zalevskaya     | Kazakhstan | o      | o      | o      | xxx    |        |        | 1,93 m | SB    |
| 9                  | Amy Acuff               | États-Unis | o      | xxo    | o      | x-     | xx     |        | 1,93 m |       |
| 10                 | Hanne Haugland          | Norvège    | o      | o      | xo     | xxx    |        |        | 1,93 m |       |
| 10                 | Monica Dinescu-Iagăr    | Roumanie   | o      | o      | xo     | xxx    |        |        | 1,93 m |       |
| 12                 | Yelena Rodina-Gulyayeva | Russie     | o      | o      | xxo    | xxx    |        |        | 1,93 m |       |
| —                  | Amewu Mensah (de)       | Allemagne  | xxx    |        |        |        |        |        | NM     |       |

### Légende
Records et Performances
- AR : Record continental (area record)
- CR : Record des championnats (championship record)
- MR : Record du meeting (meet record)
- NR : Record national (national record)
- OR : Record olympique (olympic record)
- PR : Record paralympique (paralympic record)
- PB : Record personnel (personal best)
- SB : Meilleure performance personnelle de la saison (season's best)
- WL : Meilleure performance mondiale de l'année (world leader)
- WJR : Record du monde junior (world junior record)
- WR : Record du monde (world record)

Circonstances et Conditions
- DNF : N'a pas terminé (did not finish)
- DNS : N'a pas pris le départ (did not start)
- DQ : Disqualification (disqualification)
- NM : Aucun essai valable enregistré (No Mark)
- Q : Qualifié « directement » au prochain tour (ou à la prochaine compétition), lors d'une compétition majeure, grâce au classement ou à la réalisation des minima (automatic qualifier)
- q : Qualifié au prochain tour (ou à la prochaine compétition), lors d'une compétition majeure, grâce au repêchage ou à la réalisation de l'une des meilleures performances parmi celles des « non qualifiés directement » (grâce au meilleur temps ou à la meilleure distance par exemple) (secondary qualifier)